# 矢場町 (太田市)
矢場町（やばちょう）は、群馬県太田市にある地名（町丁）。郵便番号は373-0803。

## 概要
韮川地区にある町丁。

## 地理

### 近隣町丁
- 矢場新町
- 台之郷町
- 茂木町
- 沖之郷町

## 世帯数と人口
2022年（令和4年）3月31日現在の世帯数と人口は以下の通りである。
| 町丁   | 世帯数  | 人口  |
| ------ | ------- | ----- |
| 矢場町 | 400世帯 | 999人 |

## 交通

### 鉄道
町内に鉄道は通っていない。

### 道路
- 栃木県道・群馬県道128号佐野太田線

## 施設
- 矢場城跡
- 矢場集会所